# اسقف‌نشین گیلفورد
اسقف‌نشین گیلفورد (انگلیسی: Diocese of Guildford) بخشی تشکیل دهنده از استان کانتربری کلیسای انگلستان در کشور انگلستان است. این اسقف‌نشین که در سال ۱۹۲۷ میلادی تاسیس شده است شامل ۲۱۷ کلیسا می‌باشد و مرکز آن کلیسای جامع گیلفورد است.